# Lansing, Iowa
Lansing là một thành phố thuộc quận Allamakee, tiểu bang Iowa, Hoa Kỳ. Năm 2010, dân số của thành phố này là 999 người.

## Dân số
Dân số qua các năm:
- Năm 2000: 1012 người.
- Năm 2010: 999 người.